# Coulandon
Coulandon is een gemeente in het Franse departement Allier (regio Auvergne-Rhône-Alpes) en telt 680 inwoners (2004). De plaats maakt deel uit van het arrondissement Moulins.
De kerk Saint-Martin werd gebouwd in de 12e eeuw. Opmerkelijk zijn twee 13e-eeuwse glasramen die Sint-Maarten voorstellen en beschermd zijn als historisch monument in 1903.

## Geografie
De oppervlakte van Coulandon bedraagt 17,3 km², de bevolkingsdichtheid is 39,3 inwoners per km².
De onderstaande kaart toont de ligging van Coulandon met de belangrijkste infrastructuur en aangrenzende gemeenten.

## Demografie
Onderstaande figuur toont het verloop van het inwonertal (bron: INSEE-tellingen).
Vanwege een beveiligingsprobleem met de MediaWiki Graph-software is het momenteel niet mogelijk deze grafiek weer te geven. Zodra de software is bijgewerkt zal de grafiek vanzelf weer zichtbaar worden.